# Apodemus ponticus
Apodemus ponticus là một loài động vật có vú trong họ Chuột, bộ Gặm nhấm. Loài này được Sviridenko mô tả năm 1936.